# Nederlandse Vereniging voor Vrouwenbelangen, Vrouwenarbeid en Gelijk Staatsburgerschap
De Nederlandse Vereniging voor Vrouwenbelangen, Vrouwenarbeid en Gelijk Staatsburgerschap is een vrouwenorganisatie die voortbouwt op de Vereeniging voor Vrouwenkiesrecht die door Alleta Jacobs,  Wilhelmina Drucker en anderen in 1894 is opgericht. 
Toen in 1919 het algemeen kiesrecht in Nederland een feit werd, heeft de vereniging haar naam veranderd in de Vereniging van Staatsburgeressen. 
In 1920, na het behalen van het succes van het algemeen kiesrecht, logischer wijze eveneens haar naam in de Nederlandse Bond voor Vrouwenkiesrecht, die in 1907 was opgericht. Haar naam werd nu de Nederlandse Unie voor Vrouwenbelangen. Hierbij fuseerde zij met de Vereeniging tot Verbetering van den Maatschappelijken en den Rechtstoestand der vrouw in Nederland. Deze laatste vereniging stamt ook uit 1894. 
In 1930 is de Vereniging van Staatsburgeressen gefuseerd met de Nederlandse Unie voor Vrouwenbelangen tot de Nederlandse Vereniging voor Vrouwenbelangen en Gelijk Staatsburgerschap. 
in 1949 vond de laatste fusie plaats, die in feite de Vereeniging voor Vrouwenkiesrecht en de Nederlandsche Bond voor Vrouwenkiesrecht na 42 jaar weer samenbracht. 
De vereniging draagt sindsdien haar lange naam: de Nederlandse Vereniging voor Vrouwenbelangen en Gelijk Staatsburgerschap en de Nationale Vereniging voor Vrouwenarbeid. Deze vereniging is vandaag de dag nog steeds actief in het bevorderen van de rechten van vrouwen in Nederland in alle facetten die deze rechten maar kunnen behelzen.  Zij is ook actief in haar beïnvloeding van regeringsbeleid en internationaal beleid via de VN Commission on the Status of Women, waar ieder jaar minstens een lid namens de vereniging naar afreist met een vooropgezet plan om de Agreed Conclusions, of op zijn minst regeringen in Side Events in de VN, te beïnvloeden. In het dagelijks verkeer kort de vereniging haar naam iaf tot De Vereniging voor Vrouwenbelangen, of kortweg Vrouwenbelangen. Op het briefpapier van de vereniging, als ook haar inschrijving in de kamer van Koophandel wordt nog steeds de volledige naam gebruikt. De vereniging is niet aan een politieke stroming of godsdienstovertuiging gebonden en zet zich in voor vrouwenrechten en mensenrechten. In artikel 5 van de statuten van de vereniging is de doelstelling als volgt omschreven:
De vereniging stelt zich ten doel bij de vrouw het zelfbewustzijn betreffende haar plaats in de samenleving te versterken. Zij wil bevorderen dat de vrouw in samenwerking met en als gelijke van de man haar inzicht doet gelden. Zij streeft naar gelijke vertegenwoordiging in alle organisaties op maatschappelijk, politiek en sociaal-economisch terrein. Daarnaast streeft zij naar een samenleving waarin vrouwen en mannen een gelijk en gelijkwaardig aandeel hebben in het betaalde en onbetaalde werk.

## Schema fusies
|  |  |  |  | Vereeniging voor Vrouwenkiesrecht (1894) | Vereeniging voor Vrouwenkiesrecht (1894) | Vereeniging voor Vrouwenkiesrecht (1894) | Vereeniging voor Vrouwenkiesrecht (1894) | Vereeniging voor Vrouwenkiesrecht (1894)                                       | Vereeniging voor Vrouwenkiesrecht (1894)                                       |                                                                                |                                                                                |                                                                                               |                                                                                |  |  | Nederlandsche Bond voor Vrouwenkiesrecht (1907) | Nederlandsche Bond voor Vrouwenkiesrecht (1907) | Nederlandsche Bond voor Vrouwenkiesrecht (1907) | Nederlandsche Bond voor Vrouwenkiesrecht (1907) | Nederlandsche Bond voor Vrouwenkiesrecht (1907) | Nederlandsche Bond voor Vrouwenkiesrecht (1907) |                                              |                                              | Vereeniging tot Verbetering van den Maatschappelijken en den Rechtstoestand der vrouw in Nederland (1894) | Vereeniging tot Verbetering van den Maatschappelijken en den Rechtstoestand der vrouw in Nederland (1894) | Vereeniging tot Verbetering van den Maatschappelijken en den Rechtstoestand der vrouw in Nederland (1894) | Vereeniging tot Verbetering van den Maatschappelijken en den Rechtstoestand der vrouw in Nederland (1894) | Vereeniging tot Verbetering van den Maatschappelijken en den Rechtstoestand der vrouw in Nederland (1894) | Vereeniging tot Verbetering van den Maatschappelijken en den Rechtstoestand der vrouw in Nederland (1894) |  |  |
|  |  |  |  | Vereeniging voor Vrouwenkiesrecht (1894) | Vereeniging voor Vrouwenkiesrecht (1894) | Vereeniging voor Vrouwenkiesrecht (1894) | Vereeniging voor Vrouwenkiesrecht (1894) | Vereeniging voor Vrouwenkiesrecht (1894)                                       | Vereeniging voor Vrouwenkiesrecht (1894)                                       |                                                                                |                                                                                |                                                                                               |                                                                                |  |  | Nederlandsche Bond voor Vrouwenkiesrecht (1907) | Nederlandsche Bond voor Vrouwenkiesrecht (1907) | Nederlandsche Bond voor Vrouwenkiesrecht (1907) | Nederlandsche Bond voor Vrouwenkiesrecht (1907) | Nederlandsche Bond voor Vrouwenkiesrecht (1907) | Nederlandsche Bond voor Vrouwenkiesrecht (1907) |                                              |                                              | Vereeniging tot Verbetering van den Maatschappelijken en den Rechtstoestand der vrouw in Nederland (1894) | Vereeniging tot Verbetering van den Maatschappelijken en den Rechtstoestand der vrouw in Nederland (1894) | Vereeniging tot Verbetering van den Maatschappelijken en den Rechtstoestand der vrouw in Nederland (1894) | Vereeniging tot Verbetering van den Maatschappelijken en den Rechtstoestand der vrouw in Nederland (1894) | Vereeniging tot Verbetering van den Maatschappelijken en den Rechtstoestand der vrouw in Nederland (1894) | Vereeniging tot Verbetering van den Maatschappelijken en den Rechtstoestand der vrouw in Nederland (1894) |  |  |
|  |  |  |  |                                          |                                          |                                          |                                          |                                                                                |                                                                                |                                                                                |                                                                                |                                                                                               |                                                                                |  |  |                                                 |                                                 |                                                 |                                                 |                                                 |                                                 |                                              |                                              | | | | | | |  |  |
|  |  |  |  |                                          |                                          |                                          |                                          |                                                                                |                                                                                |                                                                                |                                                                                |                                                                                               |                                                                                |  |  |                                                 |                                                 |                                                 |                                                 |                                                 |                                                 |                                              |                                              | | | | | | |  |  |
|  |  |  |  | Vereniging van Staatsburgeressen (1919)  | Vereniging van Staatsburgeressen (1919)  | Vereniging van Staatsburgeressen (1919)  | Vereniging van Staatsburgeressen (1919)  | Vereniging van Staatsburgeressen (1919)                                        | Vereniging van Staatsburgeressen (1919)                                        |                                                                                |                                                                                |                                                                                               |                                                                                |  |  |                                                 |                                                 | Nederlandse Unie voor Vrouwenbelangen (1920)    | Nederlandse Unie voor Vrouwenbelangen (1920)    | Nederlandse Unie voor Vrouwenbelangen (1920)    | Nederlandse Unie voor Vrouwenbelangen (1920)    | Nederlandse Unie voor Vrouwenbelangen (1920) | Nederlandse Unie voor Vrouwenbelangen (1920) | | | | | | |  |  |
|  |  |  |  | Vereniging van Staatsburgeressen (1919)  | Vereniging van Staatsburgeressen (1919)  | Vereniging van Staatsburgeressen (1919)  | Vereniging van Staatsburgeressen (1919)  | Vereniging van Staatsburgeressen (1919)                                        | Vereniging van Staatsburgeressen (1919)                                        |                                                                                |                                                                                |                                                                                               |                                                                                |  |  |                                                 |                                                 | Nederlandse Unie voor Vrouwenbelangen (1920)    | Nederlandse Unie voor Vrouwenbelangen (1920)    | Nederlandse Unie voor Vrouwenbelangen (1920)    | Nederlandse Unie voor Vrouwenbelangen (1920)    | Nederlandse Unie voor Vrouwenbelangen (1920) | Nederlandse Unie voor Vrouwenbelangen (1920) | | | | | | |  |  |
|  |  |  |  |                                          |                                          |                                          |                                          |                                                                                |                                                                                |                                                                                |                                                                                |                                                                                               |                                                                                |  |  |                                                 |                                                 |                                                 |                                                 |                                                 |                                                 |                                              |                                              | | | | | | |  |  |
|  |  |  |  |                                          |                                          |                                          |                                          | Nederlandse Vereniging voor Vrouwenbelangen en Gelijk Staatsburgerschap (1930) | Nederlandse Vereniging voor Vrouwenbelangen en Gelijk Staatsburgerschap (1930) | Nederlandse Vereniging voor Vrouwenbelangen en Gelijk Staatsburgerschap (1930) | Nederlandse Vereniging voor Vrouwenbelangen en Gelijk Staatsburgerschap (1930) | Nederlandse Vereniging voor Vrouwenbelangen en Gelijk Staatsburgerschap (1930)                | Nederlandse Vereniging voor Vrouwenbelangen en Gelijk Staatsburgerschap (1930) |  |  | Nationale Vereniging voor Vrouwenarbeid (1909)  | Nationale Vereniging voor Vrouwenarbeid (1909)  | Nationale Vereniging voor Vrouwenarbeid (1909)  | Nationale Vereniging voor Vrouwenarbeid (1909)  | Nationale Vereniging voor Vrouwenarbeid (1909)  | Nationale Vereniging voor Vrouwenarbeid (1909)  |                                              |                                              | | | | | | |  |  |
|  |  |  |  |                                          |                                          |                                          |                                          | Nederlandse Vereniging voor Vrouwenbelangen en Gelijk Staatsburgerschap (1930) | Nederlandse Vereniging voor Vrouwenbelangen en Gelijk Staatsburgerschap (1930) | Nederlandse Vereniging voor Vrouwenbelangen en Gelijk Staatsburgerschap (1930) | Nederlandse Vereniging voor Vrouwenbelangen en Gelijk Staatsburgerschap (1930) | Nederlandse Vereniging voor Vrouwenbelangen en Gelijk Staatsburgerschap (1930)                | Nederlandse Vereniging voor Vrouwenbelangen en Gelijk Staatsburgerschap (1930) |  |  | Nationale Vereniging voor Vrouwenarbeid (1909)  | Nationale Vereniging voor Vrouwenarbeid (1909)  | Nationale Vereniging voor Vrouwenarbeid (1909)  | Nationale Vereniging voor Vrouwenarbeid (1909)  | Nationale Vereniging voor Vrouwenarbeid (1909)  | Nationale Vereniging voor Vrouwenarbeid (1909)  |                                              |                                              | | | | | | |  |  |
|  |  |  |  |                                          |                                          |                                          |                                          |                                                                                |                                                                                |                                                                                |                                                                                |                                                                                               |                                                                                |  |  |                                                 |                                                 |                                                 |                                                 |                                                 |                                                 |                                              |                                              | | | | | | |  |  |
|  |  |  |  |                                          |                                          |                                          |                                          |                                                                                |                                                                                |                                                                                |                                                                                |                                                                                               |                                                                                |  |  |                                                 |                                                 |                                                 |                                                 |                                                 |                                                 |                                              |                                              | | | | | | |  |  |
|  |  |  |  |                                          |                                          |                                          |                                          |                                                                                |                                                                                |                                                                                |                                                                                | Nederlandse Vereniging voor Vrouwenbelangen, Vrouwenarbeid en Gelijk Staatsburgerschap (1949) |                                                                                |  |  |                                                 |                                                 |                                                 |                                                 |                                                 |                                                 |                                              |                                              | | | | | | |  |  |